# 하와이 제도

하와이 제도의 기

하와이 제도의 문장

하와이 제도(영어: Hawaiian Islands)는 19개의 섬과 환초, 그리고 수많은 암초, 바다 밑의 해산으로 이루어진 열도이다. 가장 큰 섬인 하와이섬에서 북서쪽의 쿠레 환초까지 약 2,400 km에 걸쳐 흩어져 있다. 하와이 제도는 대륙으로부터 3,000 km 이상 떨어진 외떨어진 섬 무리이다. 미국이 하와이주로 통치하고 있다.

## 지리
지리적으로 홍콩, 멕시코 중부, 쿠바와 같은 위도상에 놓여 있는 하와이는 환태평양 중심부에 위치해 예로부터 아메리카 대륙과 아시아를 연결시켜주는 항공, 해운교통의 요충지로 발전해왔다. 미국 본토로부터 약 4,000㎞ 떨어져 있는 하와이 제도는 132개의 크고 작은 아름다운 섬으로 이루어져 있다. 이중 니이하우, 카우아이, 오아후, 몰로카이, 라나이, 카호올라베, 마우이, 하와이 등 8개 섬이 주민들이 거주할 수 있는 주요 이웃섬으로 일컬어지고 나머지 섬들은 산호초나 해면 위로 돌출한 암초가 대부분이다. 화산 분출로 형성된 하와이 제도 중 가장 오래된 섬은 카우아이섬으로 이 곳을 시작으로 하와이안 체인이라고 불리는 화산맥이 형성되면서 남동쪽으로 하와이 군도가 만들어졌다. 몇 천만년 동안 계속되는 화산의 분화는 빅아일랜드라고 불리는 하와이섬에 머물며 아직도 화산활동을 계속하고 있다. 오늘도 대지를 뚫고 흘러나오는 용암으로 섬의 면적이 해마다 조금씩 커지고 있다. 

## 하와이 제도의 섬
하와이 제도는 19개의 섬과 환초로 이루어져 있으며 전체 면적은 16,636 km²이다. 주요 8개 섬의 이름은 아래와 같다.
- 하와이섬
- 마우이섬
- 카호올라웨섬(무인도)
- 라나이섬
- 몰로카이섬
- 오아후섬
- 카우아이섬
- 니하우섬

## 기후
하와이 제도의 기후는 열대기후로 고도와 날씨에 따라 다양하게 나타날 수 있다. 주로 북동쪽에서 불어오는 무역풍으로부터 강수가 좌우되며 제도의 남서쪽 부근이 가장 적은 양의 강수를 나타낸다.
주로 10월부터 4월까지 겨울철에 가장 많은 강수를 보이며 5월부터 9월까지 적은양의 강수를 나타낸다. 7월과 11월 사이 열대 폭풍과 허리케인이 가끔 찾아오기도 한다.

## 하와이 제도의 화산활동
- 하와이 제도는 열점의 화산활동으로 인해 형성된 섬이다. 하와이섬은 태평양 판의 내부에 위치한다.
- 하와이